# الآراء الدينية والفلسفية لألبرت أينشتاين

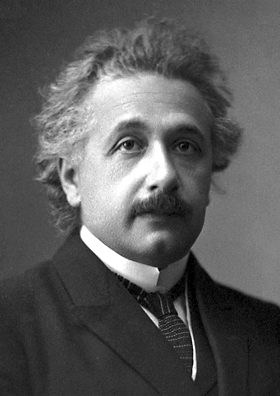
ألبرت أينشتاين 1921

دُرست آراء ألبرت آينشتاين الدينية والفلسفية على نطاق واسع، وكثيرا ما أسيء فهمها. ذكر آينشتاين أنه آمن فلسفة باروخ سبينوزا الوحدوية. ولم يؤمن بإله شخصي يهتم بنفسه بأقدار وأفعال البشر، فهذا رأي وصفه بأنه ساذج. لكن مع ذلك أوضح أنه ليس ملحدا، وفضّل أن يرى نفسه كلاأدري، أو «غير مؤمن بالأديان». ذكر آينشتاين أيضا أنه لم يؤمن بحياة بعد الموت، وأضاف قائلاً «حياة واحدة كافية بالنسبة لي». كان آينشتاين مشاركا عن قرب بالعديد من المجموعات الإنسانية

## معتقداته الدينية
استخدم آينشتاين العديد من الأوصاف ليوضح آرائه الدينية، منها «لاأدري»، «غير مؤمن بالأديان» و«وحدوي» يؤمن بإله سبينوزا. اعتقد آينشتاين أن مشكلة الإله أصعب مشكلة في العالم، وأنه سؤال لا يمكن الإجابة عليه ببساطة بنعم أو بلا. واعترف بأن هذه المشكلة كبيرة للغاية بالنسبة لعقولنا المحدودة.

### طفولته المبكرة
نشأ آينشتاين على يد أبوين يهوديين علمانيين، والتحق بالمدرسة الكاثوليكية العامة في ميونيخ. كتب آينشتاين في مذكرات سيرته الذاتية أنه فقد إيمانه بالتدريج في طفولته المبكرة:

### الإله الشخصي
عبر آينشتاين عن شكه حيال وجود إله مجسد، مثل الإله الإبراهيمي مثلا، واصفا هذه الرؤية بأنها «ساذجة» و«طفولية». في خطاب كتبه عام 1947، قال آينشتاين «يبدو لي أن فكرة الإله الشخصي مفهوم أنثروبولوجي لا أستطيع أن آخذه بجدية» وفي خطاب أرسله لبياتريس فروهليش في 17 ديسمبر 1952، قال آينشتاين «إن فكرة الإله الشخصي غريبة تماما بالنسبة لي، ويبدو حتى أنها ساذجة».
قرأ آينشتاين كتاب إيريك غوتكند «اختر الحياة» بناء على ترشيح زميله لويتزن براور، وهو كتاب يناقش العلاقة بين الوحي اليهودي والعالم الحديث. في الثالث من يناير 1954، أرسل آينشتاين الرد التالي إلى غوتكند، «لا تمثل كلمة الإله بالنسبة لي أكثر من تعبير وناتج عن الضعف البشري، والكتاب المقدس مجموعة من أساطير جليلة لكنها بدائية.... وبالنسبة لي فإن الديانة اليهودية، مثل جميع الأديان الأخرى، تجسيد لأكثر الخرافات طفولية». وقد تم بيع هذا الخطاب عام 2018 بسعر 2.9 مليون دولار أمريكي.
تلقى آينشتاين في 22 مارس 1954 خطابا من جوزيف ديسبينتيير، المهاجر الإيطالي الذي عمل كميكانيكي تجريبي في نيو جيرسي. كان ديسبينتيير قد وصف نفسه بأنه ملحد، وكان محبطا بالأخبار التي أظهرت آينشتاين على أنه متدين تقليدي. فأجاب آينشتاين في 24 مارس 1954 قائلا:
ذكر آينشتاين في كتابه أفكار وآراء «على معلمي الأديان، في نضالهم من أجل الخير الأخلاقي، أن يكونوا من المنزلة بمكان ليتخلوا عن عقيدة الإله الشخصي، أي أن يتخلوا عن مصدر الخوف والأمل الذي وضع في الماضي هذه القوة الهائلة في أيدي الكهنة». وفي ديسمبر 1922، قال آينشتاين ما يلي عن فكرة المُخلِّص «لا يمكنني أن آخذ في اعتباري التقاليد الطائفية إلا بشكل تاريخي ونفسي، فهي لا تملك عندي أي أهمية أخرى».

### الواحدية وإله سبينوزا
تطرق آينشتاين لفكرة أن البشر لا يمكنهم فهم طبيعة الإله. وقد ذكر أنه يحمل آراء كآراء سبينوزا، أي إعجاب بنظامنا، الذي نفهمه بتواضع وبشكل غير كامل، وإيمان ببساطته المنطقية. وقال أنه يؤمن بأننا يجب أن نرضى بمعرفتنا وفهمنا غيرا الكاملين، وأن نعامل القيم والواجبات الأخلاقية كمشكلة بشرية محضة، بوصفها أهم مشكلة بشرية على الإطلاق.
في 24 أبريل 1929، أبرق آينشتاين الحاخام هيربرت غولدشتاين قائلا «إنني أؤمن بإله سبينوزا، الذي يكشف نفسه في الانسجام مع كل ما هو موجود، وليس بإله يهتم بأقدار وأفعال البشر».

اكتشف أينشتاين فكرة أن البشر لا يستطيعون فهم طبيعة الله. في مقابلة نُشرت في كتاب جورج سيلفستر فييريك لمحات عن العظميم (1930)، رد أينشتاين على سؤال حول ما إذا كان يُعرّف نفسه بأنه واحديًا بالقول:
«سؤالك صعبًا للغاية. فهو ليس بسؤال يمكن الإجابة عنه ببساطة بنعم أو لا. أنا لست ملحدًا، ولا أعرف ما إذا كان بإمكاني تعريف نفسي على أني من اتباع الواحدية. المشكلة التي ينطوي عليها الأمر كبيرة للغاية بالنسبة لعقولنا المحدودة. هل أستطيع الرد بمثال؟ العقل البشري، بغض النظر عن مدى تدريبه العالي، لا يمكنه فهم الكون. فنحن مثل طفل صغير، ندخل مكتبة ضخمة جدرانها مغطاة بالكتب حتى السقف بلغات مختلفة. يعرف الطفل أن شخصًا ما كتب تلك الكتب، لكنه لا يعرف من أو كيف. فهو لا يفهم اللغات التي كُتبت بها. يلاحظ الطفل خطة محددة في ترتيب الكتب، وهو أمر غامض لا يفهمه، ولكنه يشك فيه بشكل خافت فقط. يبدو لي أن هذا هو موقف العقل البشري، حتى الأعظم والأكثر ثقافة تجاه الله. نرى كونًا منظمًا بشكل رائع، ويطيع قوانين معينة، لكننا نفهم القوانين بشكل خافت فقط. لا تستطيع عقولنا المحدودة فهم القوة الغامضة التي تحرك الأبراج. أنا مفتون بواحدية سبينوزا، حتى أنني معجب أكثر بإسهاماته في الفكر الحديث. سبينوزا هو أعظم فلاسفة العصر الحديث، لأنه الفيلسوف الأول الذي يتعامل مع الروح والجسد باعتباره شيء واحد، وليس كشيئين منفصلين».
صرح أينشتاين، «آرائي قريبة من وجهات نظر سبينوزا: الإعجاب بجمال النظام والإيمان بالبساطة المنطقية للنظام الذي يمكننا استيعابه بتواضع وبشكل غير كامل فقط. أعتقد أنه يتعين علينا أن نكتفي بمعرفتنا وفهمنا المنقوصين ونتعامل مع القيم والالتزامات الأخلاقية على أنها مشكلة إنسانية بحتة – تفوق أهمية المشاكل البشرية».

في 24 نيسان عام 1929، في برقية بين أينشتاين والحاخام هربرت إس غولدشتاين بالألمانية: «أنا أؤمن برب سبينوزا، الذي يكشف عن نفسه بتوافق مع كل ما هو موجود، وليس في الله الذي يخص نفسه مع مصير وأفعال البشر». توسع في هذا في الإجابات التي قدمها للمجلة اليابانية كايزو في عام 1923:
يمكن أن يقلل البحث العلمي من الخرافات عن طريق تشجيع الناس على التفكير ورؤية الأشياء من منطلق السبب والنتيجة. من المؤكد أن هذه القناعة، الشبيهة بالشعور الديني، بعقلانية العالم ووضوحه تكمن وراء كل الأعمال العلمية ذات النظام الأعلى. هذا الاعتقاد الراسخ، وهو اعتقاد مرتبط بشعور عميق، في عقل متفوق يكشف عن نفسه في عالم التجربة، ويمثل مفهومي عن الله. في اللغة الشائعة يمكن وصف هذا بأنه «واحدية» (سبينوزا).

### اللاأدرية، والإلحاد، والربوبية
قال أينشتاين أنه يمكن للناس أن يقولوا عنه لاأدريًا وليس ملحدًا، فقال: «قلت مرارًا وتكرارًا أن فكرة الإله الشخصي، بحسب رأيي، هي فكرة طفولية. يمكنك أن تقول عني لاأدريًا، لكنني لا أشارك الروح الصليبية للملحد المحترف الذي ترجع حماسته في الغالب إلى فعل مؤلم للتحرر من قيود التلقين الديني الذي تلقاه في صغره. أنا أفضّل موقف التواضع الذي يتوافق مع ضعف فهمنا الفكري للطبيعة ولوجودنا». في مقابلة نشرها الشاعر الألماني جورج سيلفستر فيريك، صرح أينشتاين، «أنا لست ملحدًا». بحسب برينس هوبرتوس قال أينشتاين، «في ضوء هذا الانسجام في الكون الذي أستطيع، بعقلي البشري المحدود، التعرف عليه، لا يزال هناك أشخاص يقولون إنه لا يوجد إله. ولكن ما يجعلني غاضبًا حقًا هو أنهم يستشهدون بي لدعم آراء كهذه».
في عام 1945، كتب جاي رانر الابن رسالة إلى أينشتاين، يسأله عما إذا كان صحيحًا أن كاهنًا يسوعيًا تسبب في تحول أينشتاين من الإلحاد. أجاب أينشتاين، «لم أتحدث مطلقًا إلى كاهن يسوعي في حياتي، وأنا مندهش من جرأة البعض بقول أكاذيب كهذه عني. من وجهة نظر قس يسوعي أنا ملحد بالطبع... وبالنسبة له لطالما كنت كذلك. من المضلل دائمًا استخدام مفاهيم مجسمة في التعامل مع أشياء خارج المجال البشري – مقارنات صبيانية. علينا أن نعجب بتواضع بالتناغم الجميل لبنية هذا العالم – بقدر ما نستطيع فهمه، وهذا كل شيء».
في رسالة عام 1950 إلى إم بيركوفيتش، قال أينشتاين إن «موقفي فيما يتعلق بالله هو موقف لاادري. وأنا على قناعة بأن الوعي الحي بالأهمية الأساسية للمبادئ الأخلاقية لتحسين الحياة وتعظيمها لا يحتاج إلى فكرة وضع قانون، ولا سيما من يضع قانون يعمل على أساس المكافأة والعقاب».
وفقًا لكاتب السيرة الذاتية والتر إيزاكسون، كان أينشتاين يميل إلى تشويه سمعة الملحدين أكثر من ميله إلى المتدينين. قال أينشتاين في رسالة، «إن الملحدين المتعصبين... هم مثل العبيد الذين ما زالوا يشعرون بثقل قيودهم التي ألقوا بها بعد صراع شاق. هم مخلوقات يكنون الضغينة ضد تقليد أفيون الشعب – لا يمكنهم سماع موسيقى المحيط». على الرغم من أنه لا يؤمن بإله شخصي، إلا أنه أشار إلى أنه لن يسعى أبدًا لمحاربة مثل هذا الاعتقاد لأن «هذا الاعتقاد يبدو لي أفضل من عدم وجود أي وجهة نظر متعالية».
كتب والتر إيزاكسون أيضًا عن ربوبية أينشتاين. في الصفحة 385 من الكتاب البارز، أينشتاين: حياته وكونه، ذكر إيزاكسون أن ألبرت أينشتاين «يحمل مفهومًا ربوبيًا عن الله».
كتب أينشتاين، في رسالة مكتوبة بخط اليد من صفحة ونصف إلى الفيلسوف إريك غوتكيند باللغة الألمانية، مؤرخة برينستون، نيوجيرسي، 3 يناير عام 1954، قبل عام وثلاثة أشهر ونصف من وفاته: «كلمة الله بالنسبة لي ليست سوى للتعبير عن نقاط الضعف البشرية ونتاجها، وما الكتاب المقدس سوى مجموعة من الأساطير المبجلة ولكن لا تزال بدائية إلى حد ما. بالنسبة لي لا يوجد تفسير، مهما كان دقيق، يمكن تغيير أي شيء عن هذا. بالنسبة لي الدين اليهودي مثل جميع الأديان الأخرى هو تجسيد للخرافات الأكثر صبيانية. لا أستطيع أن أرى أي شيء «مختار» عنهم [الشعب اليهودي].